# 巴布亞新畿內亞君主
巴布亚新几内亚君主，巴布亚新几内亚的君主称号。巴布亚新几内亚的国家元首，由英国君主兼任。1975年巴布亚新几内亚独立后，王位設立，作為國協內的獨立君主國。
巴布亚新几内亚君主为象征的存在，没有实权。通常由巴布亚新几内亚总督代行职务。

## 歷代君主
| 君主         | 肖像 | 徽章 | 就任日期     | 卸任日期     | 備註 |
| ------------ | ---- | ---- | ------------ | ------------ | ---- |
| 伊丽莎白二世 |      |      | 1975年       | 2022年9月8日 |      |
| 查爾斯三世   |      |      | 2022年9月8日 | 現任         |      |

在1975年獨立前，巴布亞新畿內亞屬於澳大利亚，名為「巴布亞領地」。故伊莉莎白二世甫登基便以澳洲君主的名義統治該地，直至巴布亞新畿內亞於1975年從澳洲獨立並實施君主立憲制後，才改以現時的名義實行統治。故實際上伊莉莎白二世對巴布亞新畿內亞的統治始於1952年。